# Сяо Чжуан-ді
Сяо Чжуан-ді (кит. трад.: 魏孝莊帝; піньїнь: Xiaozhuangdi; 507—531) — 11-й імператор Північної Вей у 528—531 роках. Храмове ім'я Цзін-цзун.

## Життєпис

### Молоді роки
Походив з роду Юань (Тоба). Був третім сином впливового військовика та першого міністра Юань Сє, князя Пенчен, та принцеси Лі Юаньхуа. Народився у 507 році, отримавши ім'я Цзию. У 508 році внаслідок палацових інтриг його батько вимушений був вчинити самогубство. Після цього Цзию стає новим князем Пенчен.
Здобув гарну освіту, в буддійському напрямку. В подальшою імператор Сюань У-ді надав Юань Цзию титул гуна (на кшталт герцога) Учена. Розпочав службу чергового при палаці імператора. Згодом за свої здібності зробив гарну кар'єру. У 526 році імператор Сяо-мін-ді надав Цзию титул князя Чанле.
У 527 році внаслідок звинувачення його брата — Юань Шао — у змові вплив Юань Цзию позбавлено усіх посад, але залишено було титули. Водночас останній разом з родиною зберіг своє життя.
У 528 році під час внутрішньої боротьби за владу, коли було вбито імператора Сяо-мін-ді за наказом регентши Ху Ши. Вподальшому військовик Ерчжу Жун повалив нового імператора Ю Чжу. Під час цих подій Юань Цзию разом з братами приєднався до повстання Жуна. Згодом Юань Цзию було оголошено новим імператором під ім'ям Сяо Чжуан-ді.

### Володарювання
З перших місяців новий володар вирішив спиратися на своїх рідних, для чого одного з братів — Юань Шао — зробив князем Ушан, іншого (Юань Цзічдена) — гуном Бачен та князем Шипін. Також було надано численні нагороди військовику Ерчжу Жуну, який став князем Тайюань.
Завдяки підтримки війська та знаті Сяо Чжуан-ді швидко встановив свою владу у всій державі, знищивши усілякий спротив та прихильників Ху Ши, яких було близько 2 тис. осіб. Втім доволі швидко фактичну владу перебрав Ерчжу Жун, який наказав вбити братів імператора й сам намір захопити владу. Але під впливом радників відмовився від задуму, але значно обмежив вплив Сяо Чжуан-ді, оженивши того на своїй доньці Ерчжу Їн'е.
Ерчжу Жун розпочав військові кампанії проти повсталих намісників, що стали фактично самостійними володарями в часи Сяо-мін-ді — на території сучасних провінцій Хебей, Шаньдун, Шеньсі та Ганьсу. У 529 році імператор оголосив свого померлого батька Юань Сє імператором під іменем Веньму.
529 році при підтримці держави Лян повстав князь Юань Хао, який переміг імператорських військовиків та захопив столицю Лоян. Імператор Сяо Чжуан-ді вимушений був тікати на північ. Втім між Юань Хао та вояками Лян виник конфлікт, яким скористався Ерчжу жун, який завдав поразки військам Юань Хао та Лян. В результаті Юань Хао загинув, а війська Лян відступили до своїх володінь.
У 530 році Ерчжу Жун наказав захопив Моці Чоуну, який мав напівсамостійне володіння в сучасній провінції Нінся зі столицею Гаопін. До кінця цього року було переможено усіх впливових князів, що відокремилися та решту ворохобників у західних частинах держави. В результаті відновилася єдність імперії Північна Вей.
Восени 530 року імператор, побоюючись амбіцій Ерчжу Жуна, який за усіма ознаками вирішив повалити Сяо Чжуан-ді. Тому останній влаштував змову, в результаті якої Ерчжу та його союзника Юань Тяньму було вбито. Втім син першого — Ерчжу Шилун вирішив протидіяти імператору. Зрештою клан Ерчжу оголосив новим імператором Юань Є, князя Чангуана. Війська заколотників швидко захопили Лоян та самого імператора. Лоян було пограбовано. Невдовзі поваленого імператора було задушено в Цзіньяні.

## Девізи правління
- Цзяньї (建義) 528
- Юн'ань (永安) 528—530